# Czubacz brzytwodzioby
Czubacz brzytwodzioby (Mitu tuberosum) – gatunek dużego ptaka z rodziny czubaczy (Cracidae), zamieszkujący Amerykę Południową. Nie wyróżnia się podgatunków. Bliski zagrożenia wyginięciem.
Występowanie i biotop
Tropikalne lasy i podmokłe równiny dorzecza Amazonki. Występuje w skrajnie południowo-wschodniej Kolumbii, Brazylii, Peru i Boliwii. Spotykany od poziomu morza do około 1000 m n.p.m.
Morfologia
Długość ciała 83–89 cm; masa ciała: 2500–3860 g (samce), 2320 g (jedna zbadana samica). Brak dymorfizmu płciowego. 
Lęgi
Raz dobrana para tworzy trwały związek monogamiczny. Gniazdo zakłada na drzewach, samica składa 2 jaja, które wysiaduje przez 30 dni. Młodymi opiekują się obydwoje rodzice. 
Pokarm
Pożywienia w postaci owoców i orzechów poszukuje na dnie lasu, podążając za kapucynkami. Sporadycznie zjada owady i inne drobne zwierzęta, a także żabi skrzek.
Status
Międzynarodowa Unia Ochrony Przyrody (IUCN) od 2021 roku uznaje czubacza brzytwodziobego za gatunek bliski zagrożenia (NT, Near Threatened); wcześniej klasyfikowała go jako gatunek najmniejszej troski (LC – Least Concern). W 2021 roku szacowano, że liczebność populacji mieści się w przedziale 300 000 – 2 000 000 dorosłych osobników. Organizacja BirdLife International uznaje trend liczebności populacji za spadkowy ze względu na wylesianie; w części zasięgu do spadku liczebności przyczyniają się też polowania.